# Welcome to the Pleasuredome
Welcome to the Pleasuredome은 영국의 신스팝 밴드 프랭키 고스 투 할리우드의 데뷔 정규 앨범으로서 발표되었다. 1984년 10월 29일 ZTT 레코드에서 처음 발표된 이후  본디 축음기 음반 더블 레코드로 발매되었지만서도 출시 첫 주엔 25만장을, 그 이후엔 백만 장이 넘는 사전 판매로 차트 1위를 확정지었으며, 발매 이후 첫 주에 1/4가량의 재고를 판매했다.
이 앨범은 영국에서뿐만 아니라 스위스, 스웨덴, 프랑스, 호주, 뉴질랜드와 같은 국가들에서도 선풍적인 인기를 끌었다. 상업적으로 큰 성공을 거둔 이 앨범은 이후 2014년 10월에 pledgemusic.com에서 2000장 한정적으로 구입할 수 있는 한정판 세트를 출시했다. 한정 세트에는 10인치 크기의 비닐에 담겨진 한정 상품들과 2014년에 리마스터한 버전의 《Welcome to the Pleasuredome》가 들어 있었다.
| 전문가 평가         | 전문가 평가 |
| 평가 점수           | 평가 점수   |
| 출처                | 점수        |
| ------------------- | ----------- |
| 올뮤직              | [ 3 ]       |
| 로스앤젤레스 타임스 | [ 4 ]       |
| 모조                | [ 5 ]       |
| 피치포크            | 8.7/10      |
| 레코드 콜렉터       | [ 7 ]       |
| 레코드 미러         | [ 8 ]       |
| 롤링 스톤           | [ 9 ]       |
| 스매시 히트         | 7/10        |
| 사운드              | [ 11 ]      |
| 빌리지 보이스       | C           |